# 蔡梓瑜
蔡梓瑜（葡萄牙語：Choi Chi U，1961年1月27日—），澳門民主派政治團體新澳門學社成員、澳門教育工作者及時事評論員，現任澳門教育學會會長及聖若瑟大學中文系師範課程教授。
1984年6月，蔡梓瑜從台灣師範大學教育學系畢業，1992年12月在華南師範大學教育科學研究所取得碩士學位。2002年擔任澳門天主教海星中學第三任校長，直到2013年。

## 社會服務
- 2002-2005 澳門天主教學校聯會理事
- 2006- 澳門天主教學校聯會會長
- 2002- 澳門天主教美滿家庭協進會監事
- 2003- 澳門童軍總會名譽顧問
- 1991- 澳門教育學會會長

## 兼任職務
- 海星教育資源中心行政總監
- 澳門大學教育學院兼任講師
- 澳門聖若瑟教區中學師範導師
- 澳門城市大學人文社會學院兼任講師
- 澳門電台【家和萬事傾】節目主持
- 澳門觀察報【齊家蜜語】專欄作者
- 雷鳴道主教紀念學校教務主任
- 聖若瑟教區中學第五校中英文部教務主任
- 明愛庇道職業先修學校副校長
- 明愛幼稚園校監